# 253
Évszázadok: 2. század – 3. század – 4. század
Évtizedek: 200-as évek – 210-es évek – 220-as évek – 230-as évek – 240-es évek – 250-es évek – 260-as évek – 270-es évek – 280-as évek – 290-es évek – 300-as évek
Évek: 248 – 249 – 250 – 251 –  252 – 253 – 254 – 255 – 256 – 257 – 258

## Események

### Római Birodalom
- Volusianus császárt és Lucius Valerius Poplicola Balbinus Maximust választják consulnak.
- A szászánida I. Sápur betör Mezopotámiába és Barbalissusnál súlyos vereséget mér egy 60 ezres római seregre. A perzsák ezután lerohanják a védtelenül maradt Syriát és kifosztják Antiochiát.
- A gótok arra hivatkozva, hogy nem kapták meg a megígért éves adót, betörnek Moesiába és egy csoportjuk Kis-Ázsiában is fosztogat. A balkáni légiók parancsnoka, Marcus Aemilius Aemilianus meglepetésszerűen rájuk támad és legyőzi a gótokat. Katonái császárrá kiáltják ki, és gyorsan megindul Itáliába.
- Trebonianus Gallus császár és fia, Volusianus serege a Via Flaminián találkozik Aemilianus légióival és vereséget szenvednek. Katonáik megölik a két császárt, Aemilianus pedig bevonul Rómába, ahol a szenátus kénytelen elismerni uralkodóként.
- A rajnai légiók parancsnoka, Publius Licinius Valerianus a lázadás hírére megindul délre. Amikor hírét veszik Trebonianus Gallus halálának, katonái császárrá kiáltják ki. Szeptember végére Rómához ér, ahol Aemilianust saját emberei megölik.
- Valerianus augustussá nevezi ki és társuralkodóként maga mellé veszi fiát, Gallienust. Rábízza a rajnai és a dunai limes védelmét, míg maga keletre utazik, hogy a perzsa háborút kezelje.
- Cornelius pápa meghal a száműzetésben. Utódjául I. Luciust választják, de röviddel később őt is száműzik.[1]

### Kína
- Vu állam hárítja a Vej régense, Sze-ma Si által előző év végén indított támadást. Vu régense, Csu-ko Ko a főhivatalnokok tiltakozása dacára ellentámadást szervez Vej ellen és ostrom alá veszi Hofejt. Az ostrommal nem boldogul, csapatai között járvány pusztít és a veji erősítés érkeztekor kénytelen visszavonulni.
- Vu 10 éves császárának, Szun Liangnak egyik rokona, Szun Csün meggyilkoltatja Csu-ko Kót és maga veszi át a régensi feladatokat.

## Halálozások
- Trebonianus Gallus római császár (* 206 körül)
- Volusianus, római császár
- Aemilianus, római császár
- Cornelius, Róma püspöke[1]
- Csu-ko Ko, kínai politikus és régens

## Fordítás
- Ez a szócikk részben vagy egészben  a(z)   253 című német Wikipédia-szócikk ezen változatának fordításán alapul.  Az eredeti cikk szerkesztőit annak laptörténete sorolja fel. Ez a jelzés csupán a megfogalmazás eredetét és a szerzői jogokat jelzi, nem szolgál a cikkben szereplő információk forrásmegjelöléseként.